# Móra la Nova
Móra la Nova (spanisch Mora la Nueva) ist eine Gemeinde im Süden Kataloniens mit 3.314 Einwohnern (Stand: 2024) und liegt in der Provinz Tarragona und der Comarca Baix Camp. 

## Lage
Móra la Nova liegt etwa 48 Kilometer westlich von Tarragona in einer Höhe von ca. 35 m am Ebro. 

## Bevölkerungsentwicklung
| Jahr      | 1970 | 1981 | 1991 | 2001 | 2011 | 2021 |
| Einwohner | 2940 | 3192 | 2671 | 2715 | 3289 | 3120 |

## Sehenswürdigkeiten
- Marienkirche (Iglesia de Nuestra Señora del Remedio)
- Pauluskapelle
- Empfangsgebäude des Bahnhofs

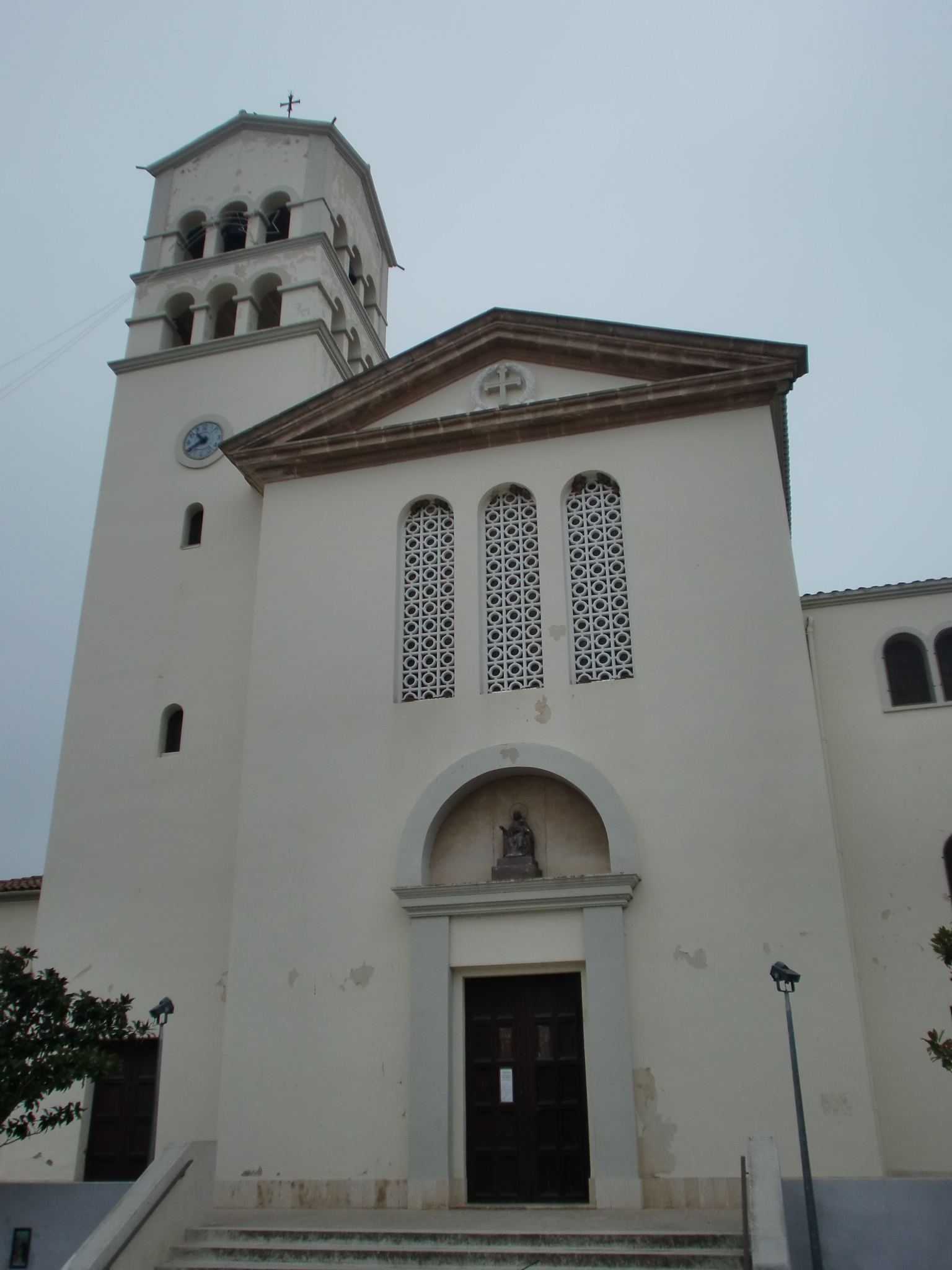
Marienkirche
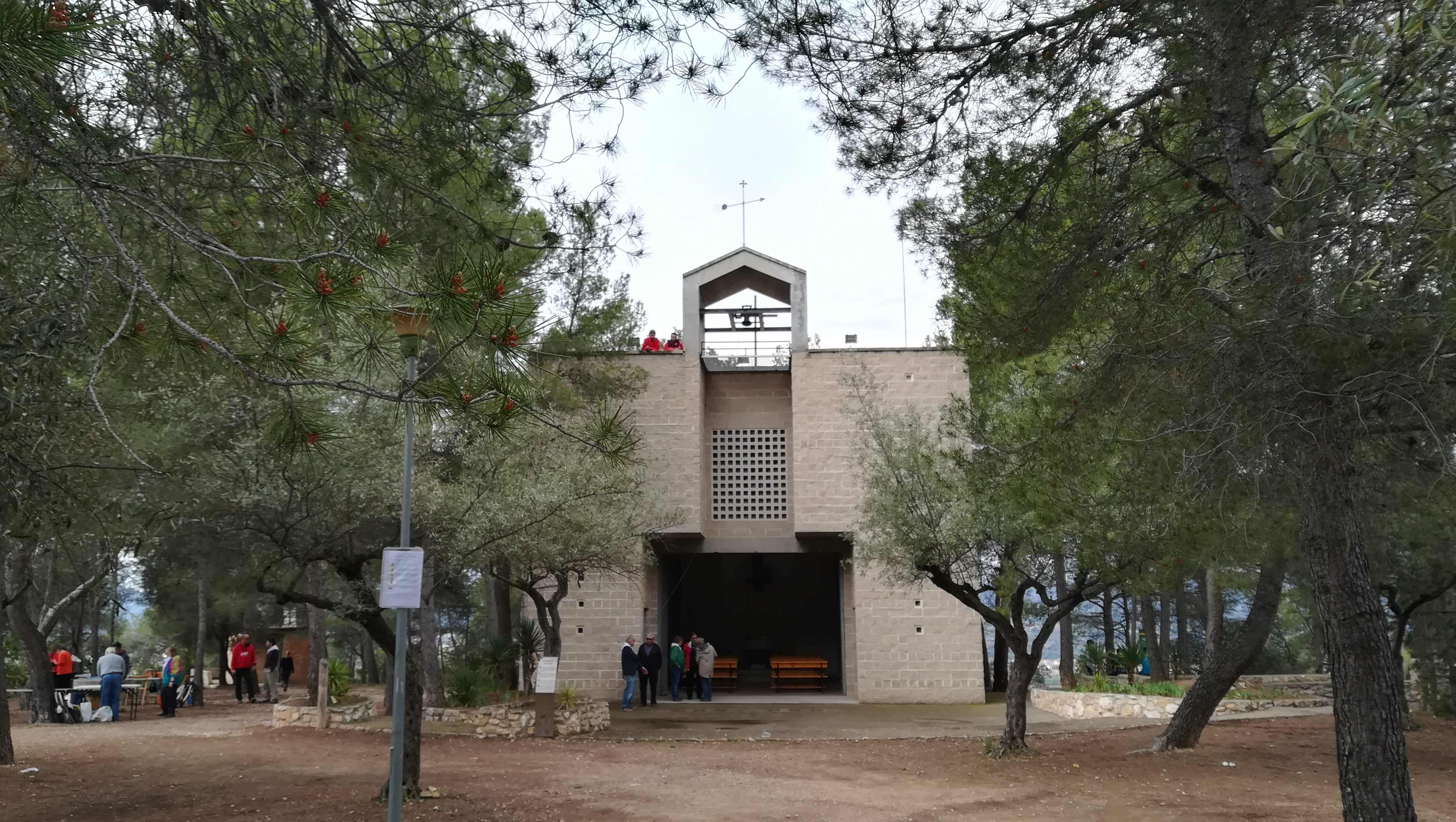
Pauluskapelle
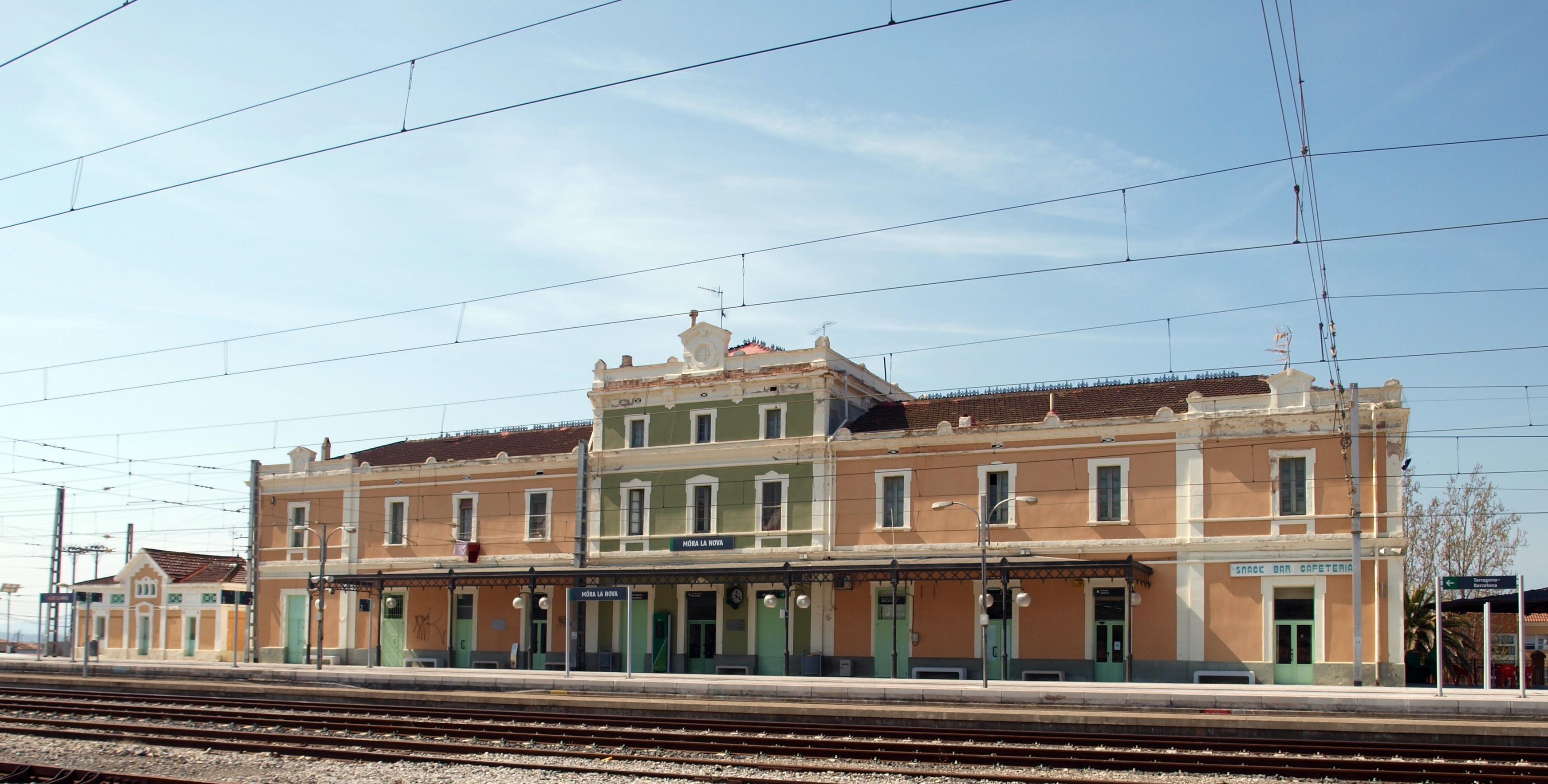
Empfangsgebäude des Bahnhofs
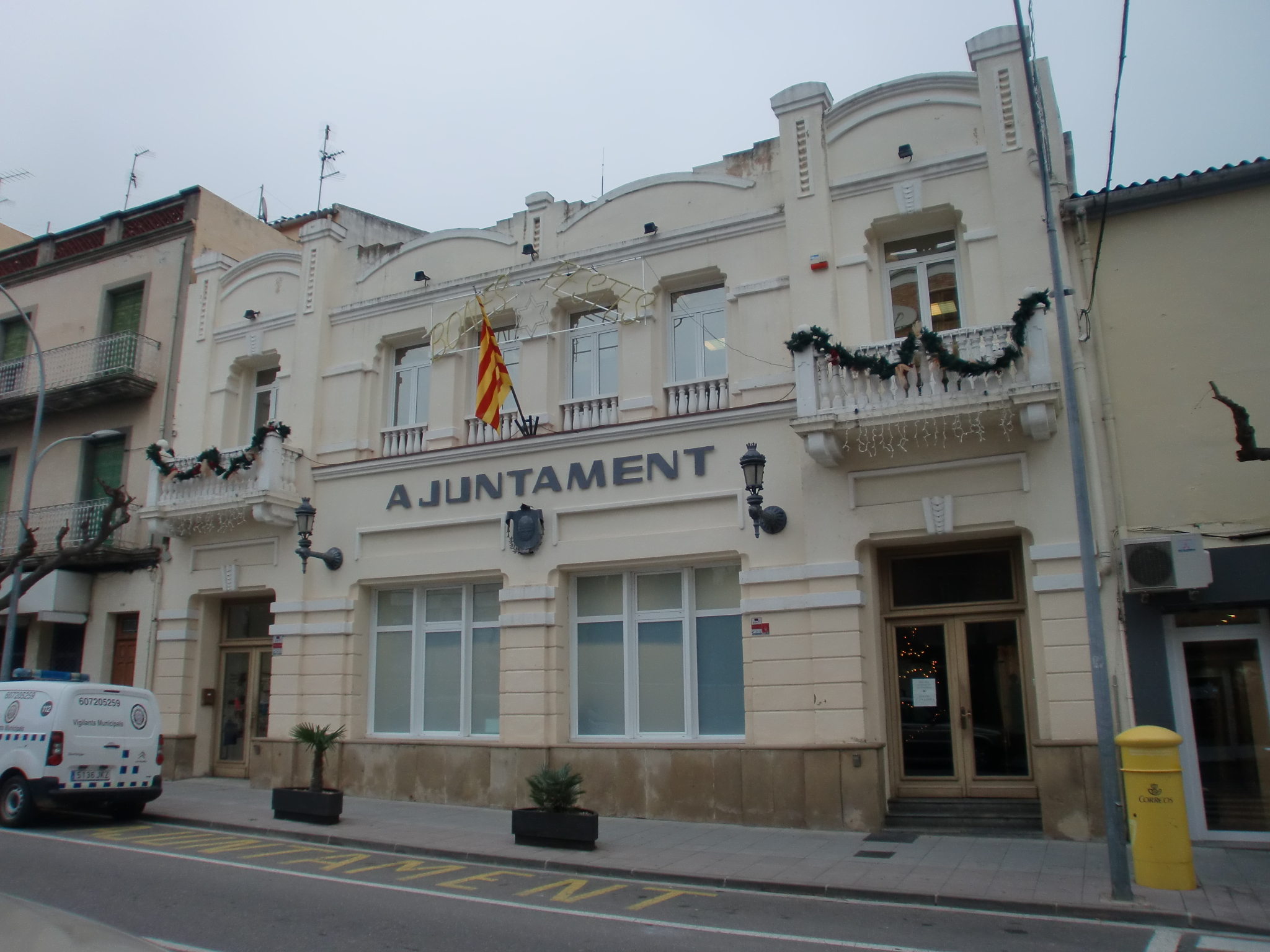
Rathaus